# Солинг

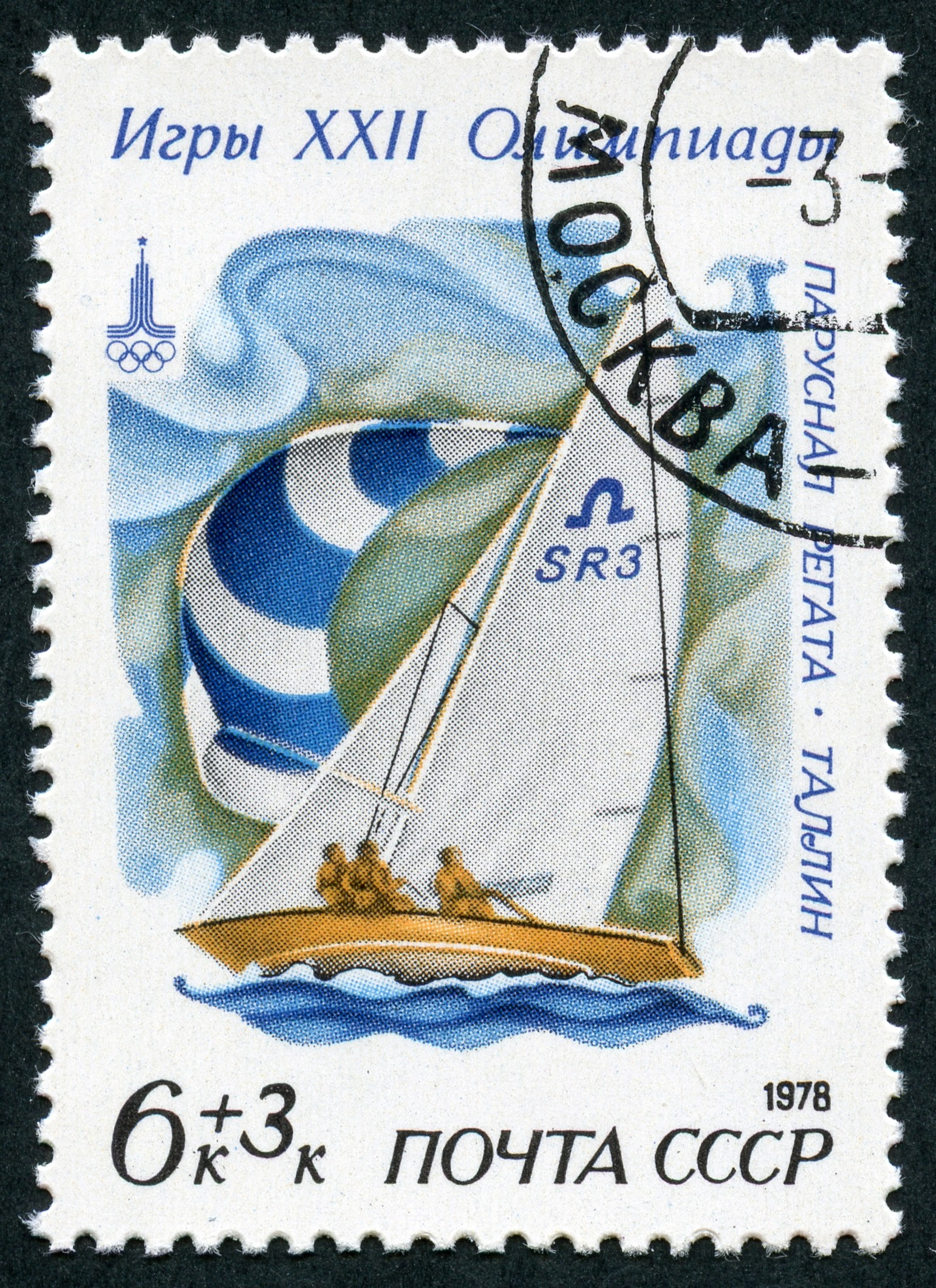
«Солинг» в филателии СССР

Солинг (норв. Soling) — килевая гоночная яхта бывшего олимпийского класса. Парусное вооружение — шлюп. Имеется спинакер. Экипаж — 3 человека.

## История класса
Конструктор — Ян Линге (Норвегия). Первые лодки — 1965 год. Знак, похожий на «подкову» означает «лигатуру» из заглавных букв фамилий конструкторов Сольве и Линге — S и L.

## Участие в Олимпийских играх
В программе летних Олимпийских игр с 1972 по 2000 год (8 раз подряд). 4 раза из 8 на Олимпийских играх в классе «Солинг» побеждали датчане (1976, 1980, 1992, 2000).

## Международные соревнования
С 1969 года проводятся мировые первенства, с 1968 года — чемпионаты Европы, с 1991 года — чемпионаты Северной Америки, с 1998 года — чемпионаты Южной Америки. Регаты включались в программу Панамериканских игр с 1979 по 1987 год.

### Чемпионаты мира
| Год                          | Золото                                                             | Серебро                                                          | Бронза                                                             |
| 1969 Копенгаген              | Дания · Нильс Йенсен · Поуль Мик-Мейер · Пауль Эльвстрём           | Швеция · Пелле Петтерссон ·                                      | США · Джеймс Шунмейкер ·                                           |
| 1970 Пул                     | Швеция · Стиг Веннерстрём · Стефан Крок · Ян Любек                 | США · Джон Дэйн · Марк Леблан · Джон Серис                       | Великобритания · Джон Окли ·                                       |
| 1971 Ойстер-Бей              | США · Том Дики · Роберт Мосбахер · Тад Хатчесон                    | США · Б. Голдсмит ·                                              | Дания · Вальдемар Бандоловски · Нильс Йенсен · Пауль Эльвстрём     |
| 1973 Киброн                  | Дания · Иб Уссинг Андерсен · Ханс Винтер · Йёрген Линдхастен       | Дания · Клаус Бюлов · Поуль Ричард Хой-Йенсен · Франк Хой-Йенсен | Швеция · Стиг Веннерстрём · Стефан Крок · Ян Любек                 |
| 1974 Сидней                  | Дания · Брюс Маккёрах · Ханс Фог · Пауль Эльвстрём                 | Австралия · Джон Андерсон · Деннис О’Нил · Дэвид Форбс           | Швеция · Арвед фон Грюневальдт · Томми Нильссон · Яльмар Шибби     |
| 1975 Чикаго                  | США · Билл Бьюкен · Джо Голберг · Крэйг Томас                      | США · Бадди Мелджес ·                                            | США · Уолтер Меррилл Глазго · Джон Уолдрип Колиус · Ричард Хёпфнер |
| 1977 Ханко                   | Канада · Глен Декстер · Андреас Йозенханс · Сэнди Макмиллан        | Дания · Вальдемар Бандоловски · Йёрген Линдхастен · Эрик Хансен  | Бразилия · Висенте Брун · Гастан Брун · Роберто Мартинс            |
| 1978 Рио-де-Жанейро          | Бразилия · Висенте Брун · Гастан Брун · Роберто Мартинс            | Канада · Глен Декстер · Андреас Йозенханс · Сэнди Макмиллан      | Дания · Джон Керр · Деннис Тоэфс · Ханс Фог                        |
| 1979 Висбю                   | США · Род Дэвис · Эд Тревелян · Робби Хейнс                        | Дания · Поуль Ричард Хой-Йенсен ·                                | Швеция · Стиг Веннерстрём ·                                        |
| 1980 Понсе                   | Канада · Глен Декстер · Андреас Йозенханс · Сэнди Макмиллан        | США · Род Дэвис · Эд Тревелян · Робби Хейнс                      | США · Бадди Мелджес ·                                              |
| 1981 Анцио                   | Бразилия · Стивен Баккер · Висенте Брун · Гастан Брун              | Греция · Тасос Бунтурис · Тасос Гаврилис · Аристидис Рапанакис   | Италия · Аурелио Далла Веккья · Джанлука Ламаро · Валерио Романо   |
| 1982 Перт                    | Австралия · Марк Бетуэйт · Иан Макдиармид · Глен Рид               | Австралия · Уильям Пэкер ·                                       | Австралия · Дэйв Перри ·                                           |
| 1983 Сан-Франциско           | США · Висенте Брун · Роберт Кинни · Робби Хейнс                    | США · Дэйв Кёртис · Уолли Корвин · Джон Энджел                   | Канада · Питер Гилмур ·                                            |
| 1984 Торболе                 | Дания · Вальдемар Бандоловски · Стив Калдер · Тейс Пальм           | СССР · Борис Будников · Олег Мирон · Геннадий Страх              | ГДР · Свен Дидеринг · Хельмар Наук · Норберт Хелльригер            |
| 1985 Сарния                  | США · Дэйв Кёртис · Уолли Корвин · Джон Энджел                     | Бразилия · Даниэл Адлер · Торбен Граэл · Роналдо Сенффт          | США · Роберт Биллингхэм · Уильям Бэйлис · Джон Костецки            |
| 1986 Трините-сюр-Мер         | США · Роберт Биллингхэм · Уильям Бэйлис · Джон Костецки            | США · Дэйв Кёртис · Уолли Корвин · Джон Энджел                   | ГДР · Бернд Екель · Томас Флах · Йохен Шюман                       |
| 1987 Киль                    | ГДР · Свен Дидеринг · Хельмар Наук · Норберт Хелльригер            | США · Роберт Биллингхэм · Уильям Бэйлис · Джон Костецки          | СССР · Сергей Канов · Николай Поляков · Георгий Шайдуко            |
| 1988 Мельбурн                | США · Роберт Биллингхэм · Уильям Бэйлис · Джон Костецки            | США · Дэйв Кёртис · Уолли Корвин · Пол Мёрфи                     | Австралия · Гэри Ширд ·                                            |
| 1990 Медемблик               | Франция · Марк Буэ · Фабрис Леве · Ален Пуант                      | США · Джим Брэйди · Дуг Керн · Кевин Мэхэни                      | ГДР · Свен Дидеринг · Хельмар Наук · Норберт Хелльригер            |
| 1991 Рочестер                | США · Ларри Кляйн · Крис Редмен · Рон Розенберг                    | Германия · Бернд Екель · Томас Флах · Йохен Шюман                | США · Джим Брэйди · Дуг Керн · Кевин Мэхэни                        |
| 1992 Кадис                   | Германия · Бернд Екель · Томас Флах · Йохен Шюман                  | Дания · Йеспер Банк · Йеспер Сейер · Стеэн Секер                 | Швеция · Бьёрн Альм · Йохан Барне · Магнус Хольмберг               |
| 1993 Фалерон                 | Греция · Тасос Бунтурис · Димитрис Делияннис · Лео Пелеканакис     | Германия · Альберт Батцилль · Питер Ланг · Эдди Эйх              | Испания · Давид Вера · Луис Доресте · Доминго Манрике              |
| 1994 Гельсингфорс            | Испания · Хосе Валадес · Хуан Гальмес · Мануэль Доресте            | Дания · Йеспер Банк · Крен Нильсен · Томас Якобсен               | США · Джим Бартон · Джефф Мэдригэли · Кент Мэсси                   |
| 1995 Кингстон                | Испания · Давид Вера · Луис Доресте · Доминго Манрике              | Швеция · Бьёрн Альм · Йохан Барне · Магнус Хольмберг             | США · Стивен Макконахи · Барри Уотсон · Мэтт Хэйес                 |
| 1996 Пунта-Ала               | Россия · Георгий Шайдуко · Игорь Скалин · Дмитрий Шабанов          | Италия · Джанни Торболи · Марио Челон · Никола Челон             | Германия · Бернд Екель · Томас Флах · Йохен Шюман                  |
| 1998 Милуоки                 | Россия · Георгий Шайдуко · Сергей Волчков · Павел Комаров          | Украина · Владимир Коротков · Сергей Пичугин · Сергей Тимохов    | Италия · Фердинандо Коланинно · Пьерлуиджи Форнелли · Паоло Чьян   |
| 1999 Мельбурн                | Дания · Йенс Бойсен-Мёллер · Бьёрн Вестергор · Стиг Вестергор      | Германия · Гуннар Бар · Инго Борковски · Йохен Шюман             | Нидерланды · Питер ван Никерк · Дирк де Риддер · Рой Хейнер        |
| 2000 Мурсия                  | США · Джефф Мэдригэли · Джим Хартвелл · Крис Хили                  | Украина · Владимир Коротков · Сергей Пичугин · Сергей Тимохов    | Швеция · Магнус Аугустсон · Йохан Барне · Ханс Валлен              |
| 2001 Сан-Исидро              | Аргентина · Густаво Варбург · Эрнан Селедони · Максимо Смит        | Аргентина · Луис Серрато · Фабио Скарпати · Федерико Хаймес      | Аргентина · Исмаэль Айерса · Мартин Буш · Пабло Ночети             |
| 2002 Марблхед                | Канада · Пол Дэвис · Билл Эбботт · Билл Эбботт 3-й                 | США · Джордж Айверсон · Дэйв Кёртис · Бен Ричардсон              | США · Дэйв Карлсон · Максимо Смит · Дэйв Френзель                  |
| 2003 Балатон                 | Украина · Сергей Пичугин · Сергей Тимохов · Дмитрий Яровой         | Германия · Кристоф Зауэрбир · Кнут Зелиг · Томас Машкивиц        | Германия · Штефан Венцель · Хайко Винклер · Йенс Ниман             |
| 2004 Порту-Алегри            | Аргентина · Густаво Варбург · Эрнан Селедони · Максимо Смит        | Венгрия · Джордж Воссала · Лесли Ковачи · Пепе Немет             | Бразилия · Джордж Нем · Лусио Пинто Рибейро · Маркос Пинто Рибейро |
| 2005 Кастильоне-делла-Пеская | Германия · Грегор Борнеман · Максль Кох · Роман Кох                | Словения · Боштьян Антончич · Желько Перович · Геннадий Страх    | Венгрия · Карой Везер · Балаж Дьенеше · Дьюла Монуш                |
| 2006 Аннаполис               | Канада · Гордон Деврис · Ханс Фог · Роджер Чир                     | Канада · Джей Дикин · Филип Кэрриган · Питер Холл                | Аргентина · Густаво Варбург · Мигель Лакур · Максимо Смит          |
| 2007 Сан-Исидро              | Бразилия · Джордж Нем · Лусио Пинто Рибейро · Маркос Пинто Рибейро | Бразилия · Флавио Кеведо · Андре Ренар · Сисеро Хартман          | Аргентина · Мартин Буш · Томас Пёврель · Максимо Фельдтман         |
| 2008 Скарлино                | Словения · Боштьян Антончич · Геннадий Страх · Карло Хмеляк        | Аргентина · Густаво Варбург · Эрнан Селедони · Максимо Смит      | Аргентина · Мартин Буш · Томас Пёврель · Максимо Фельдтман         |
| 2009 Торонто                 | США · Пол Дэвис · Билл Эбботт · Джоанна Эбботт                     | Германия · Грегор Борнеман · Максль Кох · Роман Кох              | Канада · Филип Кэрриган · Гэвин Флинн · Питер Холл                 |
| 2010 Порту-Алегри            | Германия · Грегор Борнеман · Максль Кох · Роман Кох                | Аргентина · Густаво Варбург · Эрнан Селедони · Максимо Смит      | Бразилия · Флавио Кеведо · Андре Ренар · Сисеро Хартман            |
| 2011 Прин-ам-Кимзе           | Канада · Пол Дэвис · Филип Кэрриган · Питер Холл                   | Венгрия · Карой Везер · Джордж Воссала · Пепе Немет              | Бразилия · Нелсон Илья · Фелипе Илья · Пауло Лемос Рибейро         |
| 2012 Милуоки                 | Канада · Пол Дэвис · Питер Холл · Уильям Холл                      | Канада · Гордон Деврис · Джон Финч · Ханс Фог                    | Канада · Том Фримэн · Билл Эбботт · Джоанна Эбботт                 |
| 2013 Балатоналмади           | Венгрия · Чаба Вейнхардт · Карой Везер · Фаркаш Литкеи             | Канада · Пол Дэвис · Питер Холл · Уильям Холл                    | Бразилия · Нелсон Илья · Фелипе Илья · Фернандо Илья               |
| 2014 Пунта-дель-Эсте         | Канада · Йохан Офферманс · Питер Холл · Уильям Холл                | Бразилия · Флавио Кеведо · Андре Ренар · Сисеро Хартман          | Аргентина · Мартин Буш · Максимо Фельдтман · Эдуардо Циммерман     |
| 2015 Кастильоне-делла-Пеская | Венгрия · Чаба Вейнхардт · Карой Везер · Фаркаш Литкеи             | Канада · Билл Эбботт · Уильям Эбботт · Джоанна Эбботт            | Австрия · Михаэль Фельцман · Флориан Фельцман · Маргунд Шух        |

## Интересные факты
- Национальные первенства в классе проводятся более чем в десятке стран, в том числе в Австралии, Австрии, Аргентине, Бразилии, Великобритании, Венгрии, Германии, Дании, Испании, Италии, Канаде, Нидерландах, Норвегии, США, Украине, Швеции, Японии.
- «Солинги» были в кадрах восьмого фильма о британском суперагенте Джеймсе Бонде «Живи и дай умереть» с Роджером Муром в главной роли[1].